# بينيلوب كيث
بينيلوب كيث (بالإنجليزية: Penelope Keith)‏ ممثلة بريطانية، ولدت في 2 أبريل 1940 في ساتون، لندن في المملكة المتحدة. من الجوائز التي نالتها جائزة لورنس أوليفيه.

## جوائز
- جائزة لورنس أوليفيه

## وصلات خارجية
- بينيلوب كيث على موقع IMDb (الإنجليزية)
- بينيلوب كيث على موقع ميوزك برينز (الإنجليزية)
- بينيلوب كيث على موقع إن إن دي بي (الإنجليزية)
- بينيلوب كيث على موقع قاعدة بيانات الفيلم (الإنجليزية)